# Cassandra Khaw
Cassandra Khaw (pseudònim de Zoe Khaw Joo Ee) és una escriptora de Malàisia de relats de terror i de ciència-ficció.

## Vida i obra
Khaw va començar a publicar treballs d'interès de gènere amb el relat «What the Highway Prefers» a la revista Lackington's l'hivern de 2015 i ha escrit molts relats curts a Uncanny, Clarkesworld i Fireside Fiction. La major part del seu treball se centra en el gènere d'horror, com en la sèrie Gods and Monsters. Sovint també escriu ciència-ficció amb un component bastant fort de terror, com al cicle Persons Non Grata que comença amb el relat de 2016 Cops de martell, ossos trencats (la seva primera obra traduïda al català, 2019, i nominada als premis Locus), on el personatge de John Persons allotja un monstre de clares reminiscències lovecraftianes. En molts dels seus relats, la imatgeria del sud-est asiàtic apareix entrellaçada amb les situacions de terror.
També treballa de guionista de videojocs per a Ubisoft i escriu per a publicacions sobre tecnologia i videojocs com Eurogamer, Ars Technica, The Verge i Endgadget.

## Obres publicades

### Cicle «Gods and Monsters»
- Rupert Wong, Cannibal Chef (Oxford, Rebellion Publishing/Abaddon Books, 2015)
- Rupert Wong and the Ends of the Earth (Oxford, Rebellion Publishing/Abaddon Books, 2016)

### Cicle «Persons Non Grata»
- Cops de martell, ossos trencats (Hammers on bone, Nova York: Tor.com, 2016)
- Una cançó de quietud (A Song for Quiet, Nova York: Tor.com, 2017)

### Obres individuals
- Bearly a Lady (Book Smugglers, 2017)
- These Deathless Bones (Nova York: Tor.com, 2017)